# Fred Kilgour
Frederick "Fred" Gridley Kilgour (Springfield, Massachusetts, 6 de gener de 1914 – Chapel Hill, Carolina del Nord 31 de juliol de 2006) va ser un bibliotecari americà i el fundador de l'OCLC (Online Computer Library Center o «Centre de Bibliografia per Ordinador en Línia»).

## Biografia
Fred Kilgour va néixer el 6 de gener de 1914 a Springfield, Massachusetts, fill d'Edward Francis i Lillian Piper Kilgour. El 1935 es va graduar en química a la Universitat Harvard i després va treballar a la biblioteca d'aquesta mateixa universitat. Allà va conèixer a Eleanor Margaret Beach, amb qui es va casar el 1940 i amb qui va tenir tres filles i un fill.
Entre els anys 1942 i 1945 va treballar per a l'exèrcit dels EUA a la Segona Guerra Mundial com a secretari executiu del Comitè Interdepartamental per a l'Adquisició de Publicacions Estrangeres (IDC). En aquest comitè es recollien publicacions de països enemics i es feien informes per als soldats, com els que s'enviaven al front del Japó amb la localització de mines. Aquesta feina d'intel·ligència li va suposar rebre la condecoració de la Legió de Mèrit el 1945.
Entre el 1946 i el 1948 va treballar a l'Oficina de Col·lecció d'Intel·ligència i Disseminació dels EUA.
L'any 1948 fou nomenat bibliotecari de la Biblioteca Mèdica de Yale. A Yale també va ser professor d'història de la ciència i la tecnologia i va publicar molts articles acadèmics sobre aquests temes. Mentre dirigia la Biblioteca Mèdica de la Universitat Yale, Kilgour va començar a publicar estudis i articles sobre l'ús i l'eficàcia de la biblioteca. Va demanar al seu personal que recopilés dades empíriques, com ara l'ús de llibres i revistes per categories de prestataris per tal de guiar la selecció i la retenció de títols. Veia la biblioteca "no només com un dipòsit de coneixement", sinó com "un instrument d'educació".
Als inicis de l'automatització de biblioteques a principis dels anys setanta, va ser membre de la Library and Information Technology Association (LITA), una organització de l'American Library Association, de la qual hi va ser president del 1973 fins al 1975. Es va incorporar a l'Ohio College Association el 1967 per desenvolupar OCLC (Online Computer Library Center o Centre d'informàtica de biblioteques en línia) i va liderar la creació d'una xarxa de biblioteques que avui enllaça 72.000 institucions de 170 països. Va reunir per primera vegada els catàlegs de 54 biblioteques acadèmiques d'Ohio el 1971 i es va ampliar a biblioteques fora d'Ohio el 1977.
Kilgour va ser president del OCLC del 1967 al 1980, presidint el seu ràpid creixement des d'una xarxa interestatal a una xarxa internacional. A més de crear la base de dades WorldCat, va desenvolupar un sistema de préstec interbibliotecari en línia on les biblioteques solien fer gairebé 10 milions de préstecs anuals el 2005.
Avui, OCLC té una plantilla de 1.200 treballadors i oficines a set països. La seva missió continua sent la mateixa: accedir a la informació de tot el món i reduir els costos de la biblioteca. El 1981 Kilgour va abandonar de la direcció, però va continuar formant part del seu patronat fins al 1995.
Va ser un distingit professor emèrit de recerca de l'Escola d'Informació i Biblioteconomia a la Universitat de Carolina del Nord a Chapel Hill. Va impartir docència allà des del 1990 i es va jubilar el 2004.
Va morir el 2006 amb 92 anys a Chapel Hill, Carolina del Nord, on vivia des de 1990. Encara vivien la seva dona i les seves filles, Martha Kilgour i Alison Kilgour de Nova York, i Meredith Kilgour Perdiew de North Edison, Nova Jersey; a més de dos nets i cinc besnets.

## OCLC
Amb seu a Dublin (Ohio), OCLC i les seves biblioteques membres col·laboren i mantenen WorldCat - el Catàleg de la Unió en línia OCLC, el més gran OPAC del món. Sota el lideratge de Kilgour, la corporació sense ànim de lucre va introduir un sistema de catalogació compartida el 1971 per a 54 biblioteques acadèmiques d'Ohio. WorldCat conté registres de la majoria de biblioteques públiques i privades del món i està disponible a través de moltes biblioteques i xarxes informàtiques universitàries.
El 1971, després de quatre anys de desenvolupament, OCLC va introduir el seu sistema de catalogació compartit en línia, el qual aconseguiria un estalvi de costos dramàtic per a les biblioteques. Per exemple, en el primer any d'ús del sistema, la Biblioteca Alden de la Universitat d'Ohio va poder augmentar el nombre de llibres catalogats en un terç, alhora que va reduir el seu personal en 17 persones. Aquesta nova idea es va estendre arreu dels campus de tot el país, iniciant una revolució en línia a les biblioteques que continua fins avui.
El sistema de catalogació compartit i la base de dades que va idear Kilgour van fer que no es necessités més d'una biblioteca per catalogar originalment un article. Les biblioteques utilitzarien la informació de catalogació que ja existia a la base de dades, o bé la farien servir per a altres biblioteques. El catàleg compartit també proporcionava informació sobre materials a les biblioteques de la resta de la xarxa. Per primera vegada, un usuari d'una biblioteca podria esbrinar fàcilment què hi havia en una altra. La xarxa va créixer ràpidament fora d'Ohio fins als 50 estats i, després, internacionalment.
A causa de les seves contribucions a biblioteconomia, OCLC i LITA patrocinen conjuntament un premi amb el seu nom. Establert el 1998 i atorgat anualment, destaca la investigació en tecnologia de la informació amb un focus en "treballs" que mostren la promesa de tenir un impacte positiu i substantiu en qualsevol aspecte de la publicació, emmagatzematge, recuperació i difusió de la informació o els processos mitjançant els quals es manipula i gestiona la informació i les dades.

## Llegat
Kilgour és àmpliament reconegut com una de les figures capdavanteres dins la biblioteconomia del segle XX per la seva tasca utilitzant xarxes d'ordinador per augmentar l'accés a informació a les biblioteques d'arreu del món. Va ser dels primers a proposar adaptar la tecnologia d'ordinador als processos de biblioteca.
La base de dades que Kilgour va crear, ara anomenada WorldCat, es considera el catàleg de biblioteques informàtiques més gran del món, incloent tant entrades de grans institucions com la Library of Congress, la British Library, la Biblioteca Estatal de Rússia i la de Singapur, com entrades de petites biblioteques públiques, museus d'art i societats històriques. Conté descripcions de materials de la biblioteca i ubicacions. Recentment, la base de dades proporciona accés al text complet electrònic d'articles, llibres, així com imatges i enregistraments de so. Disposa de 4.000 anys de coneixement registrat. Conté més de 70 milions de registres i milers de fitxes d'ubicacions. Cada 10 segons una biblioteca afegeix un nou registre. Està disponible al World Wide Web.
Inspirat en l'obra de 1936 de Ralph H. Parker mitjançant cartes perforades per l'automatització de biblioteques, Kilgour aviat va començar a experimentar en automatització de procediments de la biblioteca a la Biblioteca de la Universitat Harvard, principalment amb l'ús de targetes perforades per a un sistema de circulació. També va estudiar amb George Sarton, pioner en la nova disciplina de la història de la ciència, i va començar a publicar treballs acadèmics. També va llançar un projecte per construir una col·lecció de diaris estrangers microfilmats per ajudar els acadèmics a accedir a diaris de l'estranger. Aquesta activitat va cridar l'atenció dels funcionaris del govern a Washington, D.C.
El 1961 va ser un dels líders en el desenvolupament d'un prototip de sistema de catàleg de biblioteques informatitzades i per a les biblioteques mèdiques de les universitats Columbia, Harvard i Yale que va ser finançat per la National Science Foundation. El 1965, Kilgour va ser nomenat bibliotecari associat per a la investigació i el desenvolupament a la Universitat Yale. A més, va continuar fent experiments en automatització de biblioteques i promovent els seus possibles beneficis en la literatura professional.
En els seus escrits professionals, Kilgour va ser un dels primers promotors de l'aplicació de la informatització a la biblioteconomia. Va assenyalar que l'explosió d'informació de la investigació feia noves demandes a les biblioteques per proporcionar informació de manera ràpida i completa i va defensar l'ús de l'ordinador per eliminar tasques repetitives humanes dels procediments de la biblioteca, com ara la producció de targetes de catàleg. També va reconèixer fa gairebé 40 anys el potencial d'enllaçar biblioteques en xarxes d'ordinadors per crear economies d'escala i generar “efectes de xarxa” que augmentarien el valor de la xarxa a mesura que s'incrementessin els participants.
OCLC ha demostrat la viabilitat de compartir l'intercanvi nacional de creació de registres de catàlegs i ha ajudat a les biblioteques a mantenir i millorar la qualitat i la velocitat del servei alhora que aconseguien control de costos i fins i tot reducció de costos davant d'un finançament molt reduït. Aquest assoliment pot ser l'única contribució més gran a la creació de xarxes nacionals als Estats Units. La seva obra tindrà un impacte durador en el camp de la ciència de la informació.

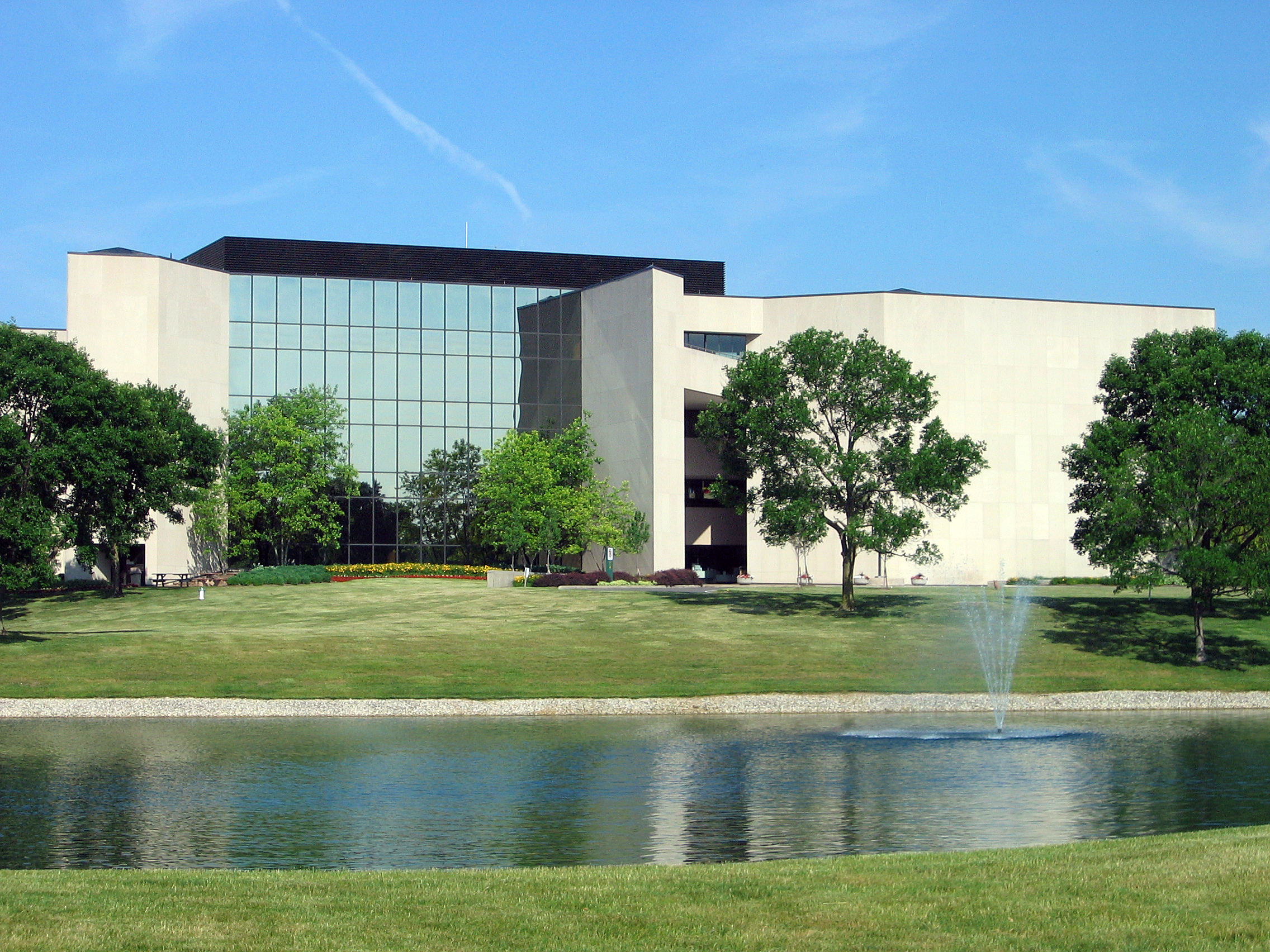
Edifici Kilgour, OCLC Campus principal, Dublín, Ohio

L'edifici d'oficines principal del campus OCLC porta el nom de Kilgour, a més la principal via d'entrada al campus s'anomena Kilgour Place.
OCLC va crear un premi anual en el nom de Kilgour, el Kilgour Award, que s'atorga a un investigador que ha contribuït a avançar en ciències de la informació.

## Premis
L'any 1990 va ser anomenat Professor de recerca distingit de l'Escola d'Informació i Biblioteconomia, a la Universitat de Carolina del Nord a Chapel Hill, on va treballar fins a la seva jubilació el 2004.
Kilgour és l'autor de 205 papers erudits. Va ser el fundador i primer editor de la revista "Tecnologia d'Informació i Biblioteques". L'any 1999, Oxford University Press va publicar el seu llibre L'Evolució del Llibre. Altres llibres inclouen La Biblioteca de la Institució Mèdica de Yale Universitat i el seu Catàleg de 1865 i La Biblioteca i Ciència d'Informació CumIndex.
Va rebre nombrosos premis d'associacions de biblioteques i cinc doctorats honoris causa. L'any 1982 l'Associació de Biblioteques Americana el va obsequiar amb una afiliació honorària de per vida. La citació llegida:
En reconeixement dels seus exitosos esforços pioners per dominar la tecnologia al servei de la biblioteconomia; l'agudesa de la seva visió que va ajudar a introduir les tecnologies més modernes i potents en la pràctica de la biblioteconomia; l'establiment i el desenvolupament d'un vehicle pràctic per posar a disposició de milers de biblioteques els avantatges de la tecnologia; la seva llarga i distingida carrera com a bibliotecàri en exercici; els seus voluminosos, erudits i profètics escrits; i sobretot fomentant els mitjans per garantir la viabilitat econòmica de les biblioteques, l'American Library Association cita a Frederick Gridley Kilgour com a estudiós, empresari, innovador i intèrpret de la tecnologia compromesa amb la conservació dels valors humanístics.
L'any 1979 la Societat americana per Ciència d'Informació i la tecnologia li van donar el Premi del Mèrit. La citació llegida:
Presentat a Frederick G. Kilgour, en reconeixement del seu lideratge en el camp de l'automatització de biblioteques: com a director executiu d'OCLC des de 1967, ha aconseguit canviar la concepció d'allò que és factible en l'automatització de biblioteques i xarxes de biblioteques. Els seus principals desenvolupaments tecnològics, una excel·lent capacitat de planificació i execució, una profunda visió de les necessitats bibliogràfiques i d'informació i el seu lideratge sense transformació han convertit una associació estatal de biblioteques en una utilitat bibliogràfica interbibliotecària nacional.

## Obres
- Frederick G. Kilgour: L'Evolució del Llibre, (Nova York: Oxford Premsa Universitària, 1998) ISBN  978-0-19-511859-9